# Acanthopeltis
Acanthopeltis, rod crvenih alga smješten u porodicu Gelidiaceae, dio reda Gelidiales. Priznata je samo jedna vrsta, A. longiramulosa, morska alga otkrivena i opisana 2003 godine kod otoka Jeju u Južnoj Koreji